# Manuela Manetta

Manuela Manetta, née le 6 juin 1983 à Parme, est une joueuse professionnelle de squash représentant l'Italie. Elle atteint, en décembre 2007, la 25e place mondiale sur le circuit international, son meilleur classement. Elle est championne d'Italie à 10 reprises entre 2002 et 2013.

## Biographie
Elle domine le squash italien pendant une décennie, obtenant dix titres de championne d'Italie. Son principal exploit est pendant l'US Open 2010 où elle se hisse dans le dernier carré, battue par l'Américaine Amanda Sobhy 3-1 (11-3, 11-5, 5-11, 11-9).
En 2014, Manuela Manetta met fin à sa carrière et depuis travaille comme entraîneur de squash au Seattle Athletic Club à Seattle.

## Palmarès

### Titres
- Championnats d'Italie :  10 titres (2002-2004, 2006-2011, 2013)